# Польський музей (Рапперсвіль)

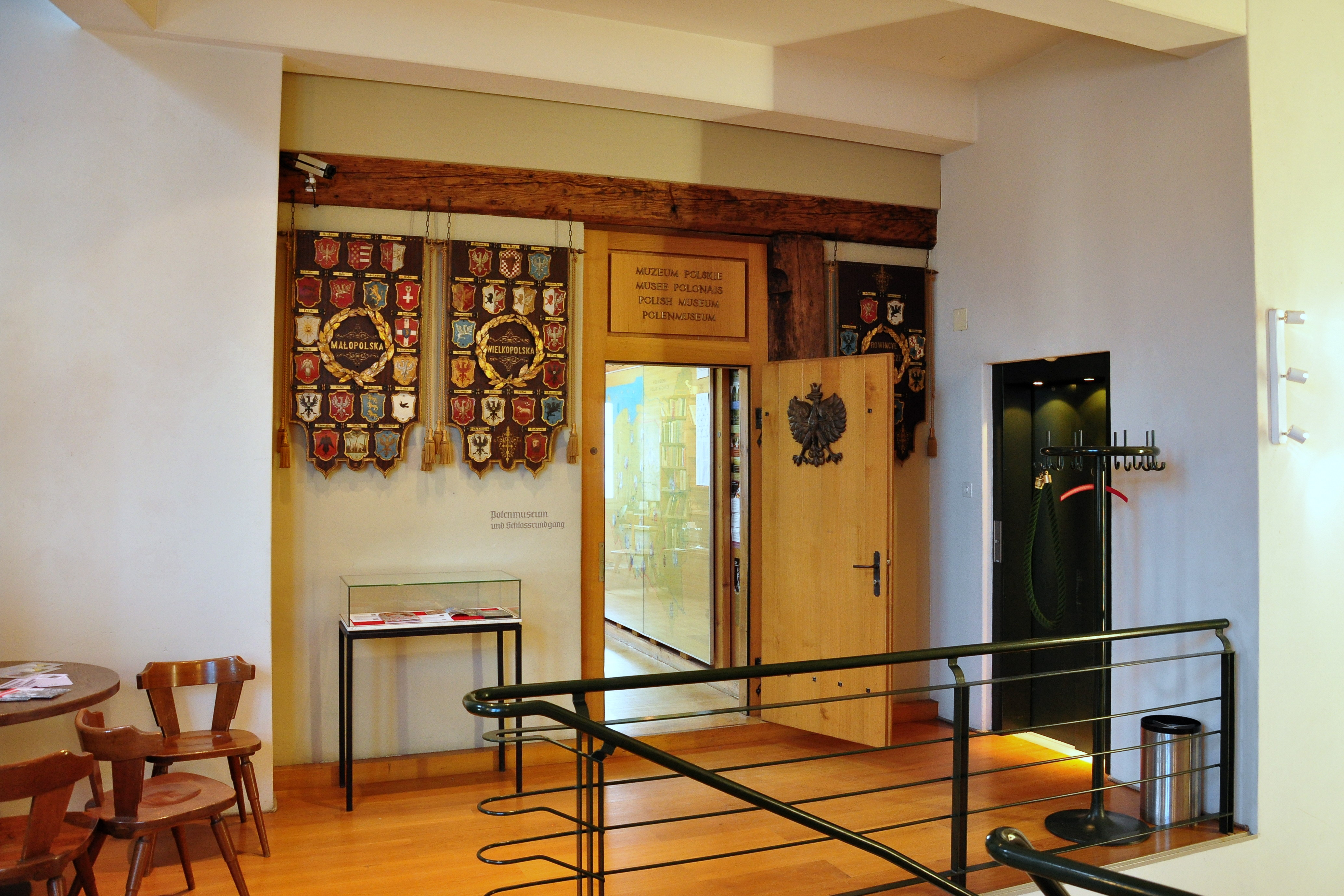
Польський музей в Шлос (Замок) Рапперсвіль, Швейцарія

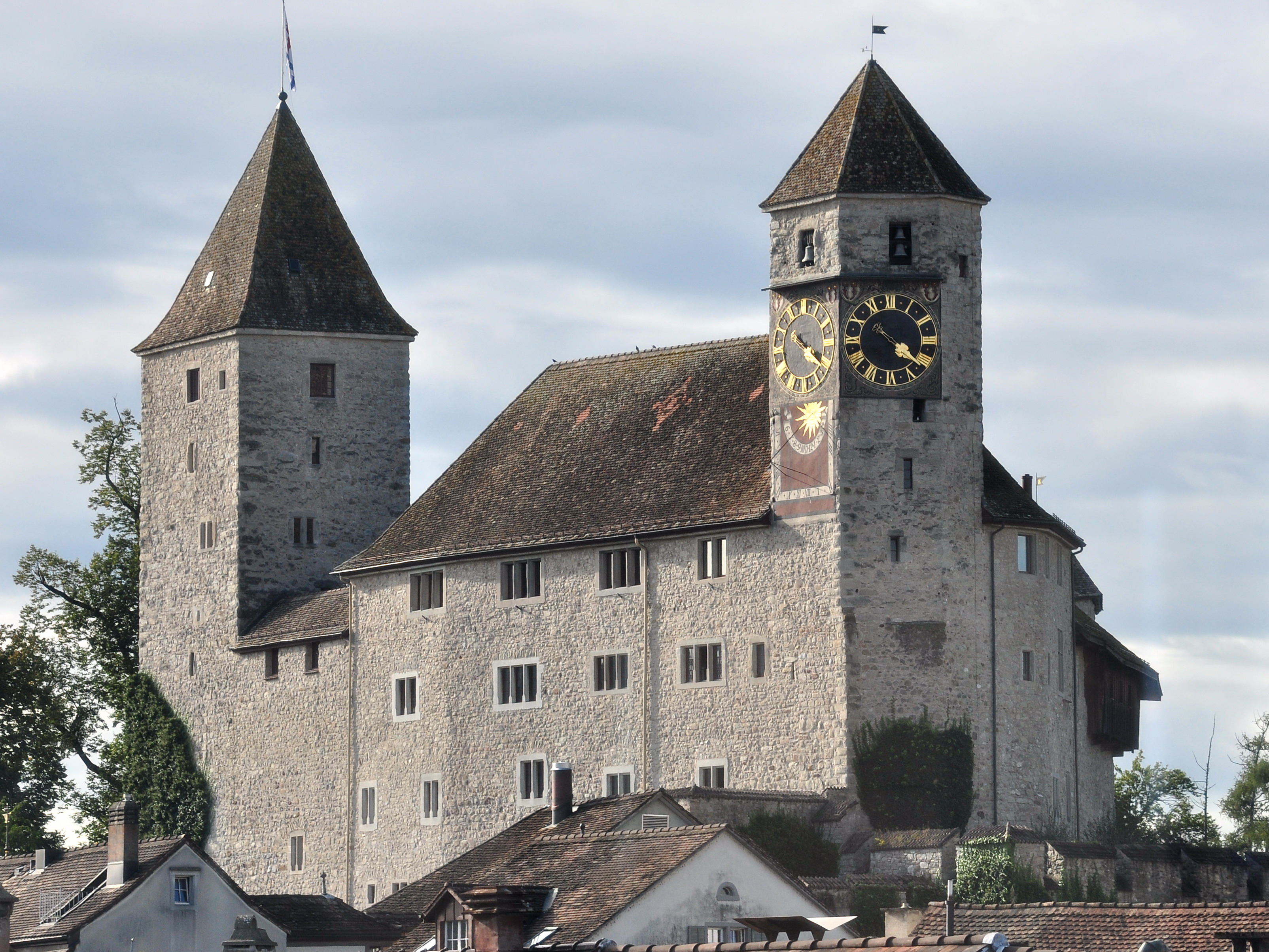
Огляд замку з Нев Йонаштрассе

Польський музей — музей в Рапперсвілі у швейцарському кантоні Санкт-Галлен. Був заснований 23 жовтня 1870 р. у Раперсвілі (Швейцарія), польським графом Владиславом Брюель-Платером (нім. grafen Ladislaus Plater), за підтримки Аготона Гіллера, як «місце для історичних пам'ятних польських реліквій, які були розграбовані на польській батьківщині (територія окупованої Польщі)», і як місце для обговорення просування інтересів польської діаспори.
У розвитку зазначеного музею брав участь і швейцарський фольклорист Крупський Володислав.
За винятком двох перерв (1927—1936 рр., 1952—1975 рр.), цей музей існував до наших днів як форпост польської культури у Швейцарії, країні, яка, протягом останніх двох століть, надала притулок багатьом поколінням поляків.
Проте, в кінці 2014 року в ЗМІ з'явилося повідомлення, що  швейцарська влада протягом 2 років виселятиме польський музей з замку Раперсвіль.

## Заснування

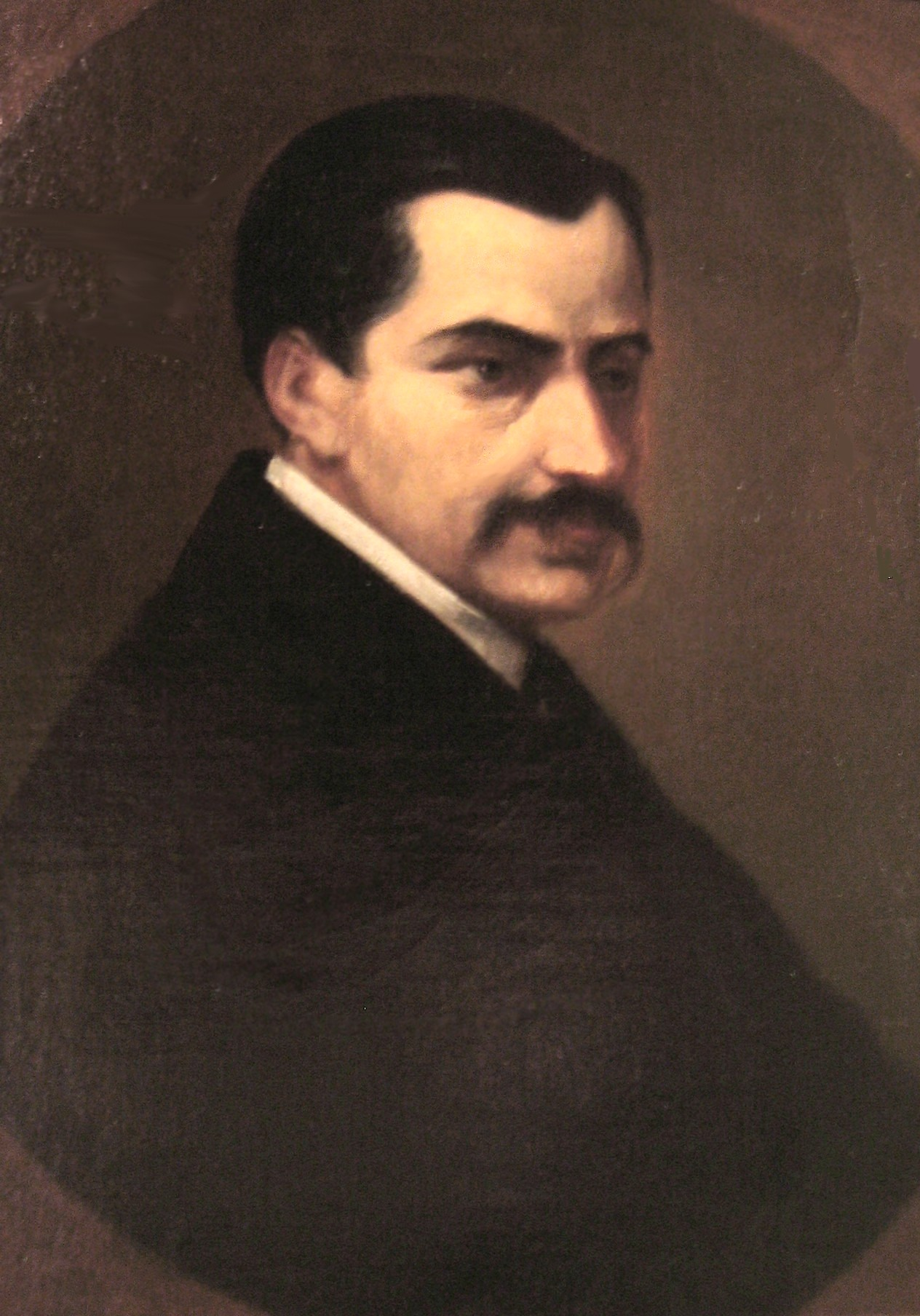
Агатон Гіллер

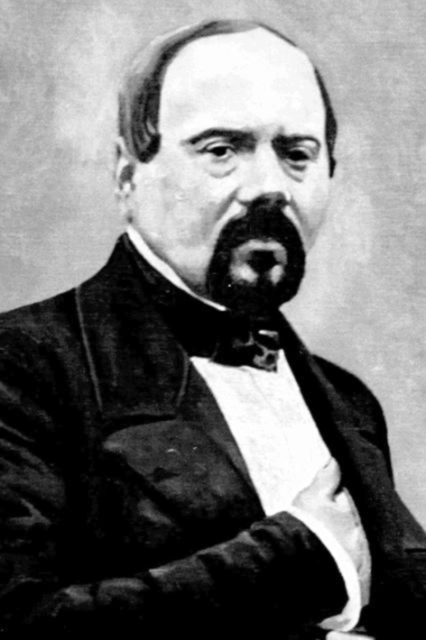
Владислав Платер

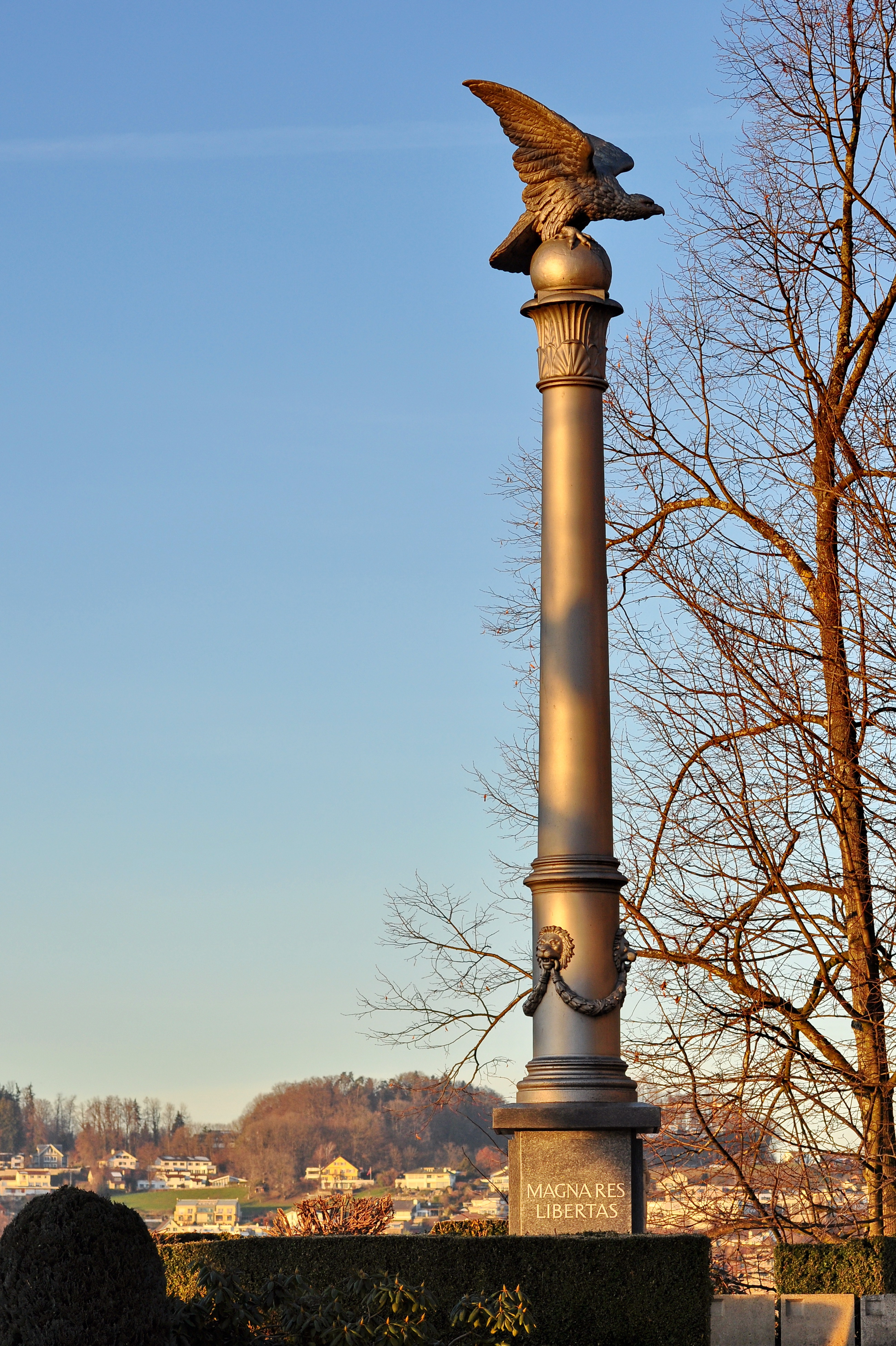
Колона Свободи перед замком Рапперсвіль

Польський музей розташований в замку Рапперсвіль, на вершині  Херренберг. Зведений у 12 столітті графом Рудольфом Раперсвілем, замок перейшов разом з містом до рук Габсбургів. Раперсвіль став вільним містом (нім. Freie Reichsstadt) у 1415 році, і врешті приєднався до Швейцарської конфедерації. Згодом замок почав руйнуватися.